# Generali Investments Deutschland Kapitalanlagegesellschaft
Die Generali Investments Deutschland Kapitalanlagegesellschaft mbH agiert als Fondsgesellschaft und Vermögensverwalter für Spezialfonds der Generali Deutschland Gruppe. 

## Kapital
Derzeit verwaltet die Gesellschaft rund 21,1 Mrd. Euro. Das Portfolio setzt sich zusammen aus Spezialfonds der Generali Deutschland Gruppe, die nach Deutschem Recht verwaltet werden. Das früher in dieser Gesellschaft ebenfalls administrierte "Europäische Geschäft" wird seit 2013 von der Generali Investment Europe durchgeführt.

## Besitzverhältnisse
Generali Investments Deutschland gehört zur Generali Investments S.p.A. mit Sitz in Triest, deren Gesellschafter zu 40 Prozent die Assicurazioni Generali, Triest, sowie zu jeweils 30 Prozent die Generali Deutschland Holding, Köln, und die Generali France Holding, Paris, sind.